# Bunuri mobile din domeniul științele naturii clasate în patrimoniul cultural național al României aflate în județul Suceava
Acestă listă conține bunurile mobile din domeniul științele naturii clasate în Patrimoniul cultural național al României aflate la momentul clasării în județul Suceava.

## Tezaur
| Foto | Informații generale      | Detalii tehnice                                                           | Descriere | Deținător                                                       | Legături |
| ---- | ------------------------ | ------------------------------------------------------------------------- | --- | --------------------------------------------------------------- | -------- |
|      | Andromeda Polifolia (L.) | Descoperit: jud. Suceava, Poiana Stampei, Tinoul Mare Dimensiuni: î: 270  | Relict glaciar. | Complexul Muzeal Bucovina. Secția de Științele Naturii, Suceava | Cimec    |
|      | Vaccinium Oxicoccus (L.) | Descoperit: jud. Suceava, Poiana Stampei, Tinoul Mare Dimensiuni: î: 140  | Relict glaciar. | Complexul Muzeal Bucovina. Secția de Științele Naturii, Suceava | Cimec    |
|      | Vaccinium Oxicoccus (L.) | Descoperit: jud. Suceava, Poiana Stampei, Tinoul Mare Dimensiuni: î: 390  | Relict glaciar. | Complexul Muzeal Bucovina. Secția de Științele Naturii, Suceava | Cimec    |
|      | Marcasită                | Descoperit: jud. Maramureș, Baia Sprie Dimensiuni: L: 235, LA: 175, H: 80 | Eșantion alcătuit din cristale tabulare de marcasit. Forma de "frunze" a agregatului precum și cristalele tabulare de marcasită sunt specifice regiunii Baia Sprie. Combinația marcasit-cuarț-siderit este rar întâlnită. | Complexul Muzeal Bucovina. Secția de Științele Naturii, Suceava | Cimec    |

## Fond
| Foto | Informații generale                        | Detalii tehnice                                                                      | Descriere | Deținător                                                       | Legături |
| ---- | ------------------------------------------ | ------------------------------------------------------------------------------------ | --- | --------------------------------------------------------------- | -------- |
|      | Primula Leucophylla (Pax.)                 | Descoperit: jud. Suceava, Munții Rarău Dimensiuni: Î: 260 mm                         | Endemism. | Complexul Muzeal Bucovina. Secția de Științele Naturii, Suceava | Cimec    |
|      | Cardamine glanduligera (O. Schwarz)        | Descoperit: jud. Suceava, Munții Rarău Dimensiuni: Î: 180 mm                         | Endemism. | Complexul Muzeal Bucovina. Secția de Științele Naturii, Suceava | Cimec    |
|      | Ranunculus carpaticus (Herb., 1836)        | Descoperit: jud. Suceava, Munții Rarău Dimensiuni: Î: 285 mm                         | Endemism. | Complexul Muzeal Bucovina. Secția de Științele Naturii, Suceava | Cimec    |
|      | Cypripedium Calceolus (L.)                 | Descoperit: jud. Suceava, com. Zamostea Dimensiuni: Î: 310 mm                        | Specie ocrotită în întreaga țară; monument al naturii. | Complexul Muzeal Bucovina. Secția de Științele Naturii, Suceava | Cimec    |
|      | Primula Leucophylla (Pax.)                 | Descoperit: jud. Suceava, Munții Rarău Dimensiuni: Î: 280 mm                         | Endemism. | Complexul Muzeal Bucovina. Secția de Științele Naturii, Suceava | Cimec    |
|      | Hyacinthella Leucophaea (K. Koch.) (Schur) | Descoperit: jud. Suceava, com. Moara, Frumoasa Dimensiuni: Î: 120 mm                 | Specie ocrotită în rezervații naturale. | Complexul Muzeal Bucovina. Secția de Științele Naturii, Suceava | Cimec    |
|      | Centaurea Marschalliana (Spreng.)          | Descoperit: jud. Suceava, com. Moara, Frumoasa Dimensiuni: Î: 190 mm                 | Specie ocrotită în rezervații naturale. | Complexul Muzeal Bucovina. Secția de Științele Naturii, Suceava | Cimec    |
|      | Ranunculus carpaticus (Herb., 1836)        | Descoperit: jud. Suceava, Munții Rarău Dimensiuni: Î: 215 mm                         | Endemism. | Complexul Muzeal Bucovina. Secția de Științele Naturii, Suceava | Cimec    |
|      | Campanula Carpatica (Jacq.)                | Descoperit: jud. Suceava, Munții Rarău Dimensiuni: Î: 160 mm                         | Endemism. | Complexul Muzeal Bucovina. Secția de Științele Naturii, Suceava | Cimec    |
|      | Fritillaria Meleagris (L.)                 | Descoperit: jud. Suceava, com. Zamostea, Zamostea Dimensiuni: Î: 320 mm              | Specie ocrotită în județul Suceava; monument al naturii. | Complexul Muzeal Bucovina. Secția de Științele Naturii, Suceava | Cimec    |
|      | Cypripedium Calceolus (L.)                 | Descoperit: jud. Suceava, Câmpulung Moldovenesc, Mt. Măgura Dimensiuni: Î: 420 mm    | Specie ocrotită în întreaga țară; monument al naturii. | Complexul Muzeal Bucovina. Secția de Științele Naturii, Suceava | Cimec    |
|      | Cypripedium Calceolus (L.)                 | Descoperit: jud. Suceava, Câmpulung Moldovenesc, Mt. Măgura Dimensiuni: Î: 290 mm    | Specie ocrotită în întreaga țară; monument al naturii. | Complexul Muzeal Bucovina. Secția de Științele Naturii, Suceava | Cimec    |
|      | Cypripedium Calceolus (L.)                 | Descoperit: jud. Suceava, Câmpulung Moldovenesc, Mt. Măgura Dimensiuni: Î: 360 mm    | Specie ocrotită în întreaga țară; monument al naturii. | Complexul Muzeal Bucovina. Secția de Științele Naturii, Suceava | Cimec    |
|      | Cypripedium Calceolus (L.)                 | Descoperit: jud. Suceava, Câmpulung Moldovenesc, Mt. Măgura Dimensiuni: Î: 395 mm    | Specie ocrotită în întreaga țară; monument al naturii. | Complexul Muzeal Bucovina. Secția de Științele Naturii, Suceava | Cimec    |
|      | Leontopodium Alpinum (L.) (Cass.)          | Descoperit: jud. Suceava, Munții Rarău Dimensiuni: Î: 215 mm                         | Specie ocrotită în întreaga țară; monument al naturii. | Complexul Muzeal Bucovina. Secția de Științele Naturii, Suceava | Cimec    |
|      | Chrysanthemum Rotundifolium (W et K)       | Descoperit: jud. Suceava, Munții Rarău Dimensiuni: Î: 425 mm                         | Endemism. | Complexul Muzeal Bucovina. Secția de Științele Naturii, Suceava | Cimec    |
|      | Cypripedium Calceolus (L.)                 | Descoperit: jud. Suceava, Câmpulung Moldovenesc, Mt. Măgura Dimensiuni: Î: 340 mm    | Specie ocrotită în întreaga țară; monument al naturii. | Complexul Muzeal Bucovina. Secția de Științele Naturii, Suceava | Cimec    |
|      | Cypripedium Calceolus (L.)                 | Descoperit: jud. Suceava, Câmpulung Moldovenesc, Mt. Măgura Dimensiuni: Î: 275 mm    | Specie ocrotită în întreaga țară; monument al naturii. | Complexul Muzeal Bucovina. Secția de Științele Naturii, Suceava | Cimec    |
|      | Cypripedium Calceolus (L.)                 | Descoperit: jud. Suceava, Câmpulung Moldovenesc, Mt. Măgura Dimensiuni: Î: 280 mm    | Specie ocrotită în întreaga țară; monument al naturii. | Complexul Muzeal Bucovina. Secția de Științele Naturii, Suceava | Cimec    |
|      | Cypripedium Calceolus (L.)                 | Descoperit: jud. Suceava, Câmpulung Moldovenesc, Mt. Măgura Dimensiuni: Î: 315 mm    | Specie ocrotită în întreaga țară; monument al naturii. | Complexul Muzeal Bucovina. Secția de Științele Naturii, Suceava | Cimec    |
|      | Cypripedium Calceolus (L.)                 | Descoperit: jud. Suceava, Câmpulung Moldovenesc, Mt. Măgura Dimensiuni: Î: 325 mm    | Specie ocrotită în întreaga țară; monument al naturii. | Complexul Muzeal Bucovina. Secția de Științele Naturii, Suceava | Cimec    |
|      | Cypripedium Calceolus (L.)                 | Descoperit: jud. Suceava, Câmpulung Moldovenesc, Mt. Măgura Dimensiuni: Î: 330 mm    | Specie ocrotită în întreaga țară; monument al naturii. | Complexul Muzeal Bucovina. Secția de Științele Naturii, Suceava | Cimec    |
|      | Leontopodium Alpinum (L.) (Cass.)          | Descoperit: jud. Suceava, Munții Rarău Dimensiuni: Î: 140 mm                         | Specie ocrotită în întreaga țară; monument al naturii. | Complexul Muzeal Bucovina. Secția de Științele Naturii, Suceava | Cimec    |
|      | Betula Nana (L.)                           | Descoperit: jud. Suceava, Lucina, Turbăria „Găina” Dimensiuni: Î: 280; 225 mm        | Relict glaciar. | Complexul Muzeal Bucovina. Secția de Științele Naturii, Suceava | Cimec    |
|      | Betula Nana (L.)                           | Descoperit: jud. Suceava, Lucina, Turbăria „Găina” Dimensiuni: Î: 260 mm             | Relict glaciar. | Complexul Muzeal Bucovina. Secția de Științele Naturii, Suceava | Cimec    |
|      | Betula Nana (L.)                           | Descoperit: jud. Suceava, Lucina, Turbăria „Găina” Dimensiuni: Î: 240 mm             | Relict glaciar; specie ocrotită în rezervație. | Complexul Muzeal Bucovina. Secția de Științele Naturii, Suceava | Cimec    |
|      | Leontopodium Alpinum (L.) (Cass.)          | Descoperit: jud. Suceava, Munții Rarău Dimensiuni: Î: 180 mm                         | Specie ocrotită în întreaga țară; monument al naturii. | Complexul Muzeal Bucovina. Secția de Științele Naturii, Suceava | Cimec    |
|      | Trandafirul deșertului                     | Descoperit: Tunisia Dimensiuni: L: 570 mm; La: 540 mm; H: 30 mm                      | Cristale tabulare mari, maciate, dispuse în agregat cu structură radiară, dar și eflorescente; varietatea „Trandafirul deșertului”. | Complexul Muzeal Bucovina. Secția de Științele Naturii, Suceava | Cimec    |
|      | Cuarț-cristale                             | Descoperit: jud. Maramureș, com. Cavnic Dimensiuni: L: 125 mm; La: 105 mm; H: 110 mm | Eșantion format din mai multe agregate cristaline de cuarț cu dispunere perpendiculară. Agregatele sunt unite între ele prin juxtapunerea cristalelor și rotirea în mod haotic a acestora. Eșantionul este rar și valoros prin creșterea deosebită a cristalelor de cuarț; culoarea alb-lăptoasă, translucidă. | Complexul Muzeal Bucovina. Secția de Științele Naturii, Suceava | Cimec    |
|      | Apofilit cu stilbit                        | Descoperit: Poona, India Dimensiuni: L: 390 mm; La: 270 mm; H: 250 mm                | Combinație de cristale cubice și octaedrice incolore de apofilit, translucide și liciu perlat; desmin (stilbit) - cristale prismatice maciate, roșcate, asociate în mase fibroase. | Complexul Muzeal Bucovina. Secția de Științele Naturii, Suceava | Cimec    |
|      | Realgar                                    | Descoperit: jud. Maramureș, Baia Sprie Dimensiuni: L: 180 mm; La: 130 mm; H: 100 mm  | Cristale prismatice scurte, colorate roșu stacojiu; unele sunt disociate într-o pulbere portocalie, dispuse toate pe strat de rocă magmatică. | Complexul Muzeal Bucovina. Secția de Științele Naturii, Suceava | Cimec    |
|      | Gips                                       | Descoperit: jud. Maramureș, Cavnic Dimensiuni: L: 215 mm; La: 110 mm; H: 25 mm       | Agregat lamelar foarte transparent, grad de impuritate redus, puternic striat pe fețele de cristal. | Complexul Muzeal Bucovina. Secția de Științele Naturii, Suceava | Cimec    |
|      | Gips cu limonit                            | Descoperit: jud. Maramureș, Cavnic Dimensiuni: L: 375 mm; La: 250 mm; H: 100 mm      | Cristale mari de gips, prismatice, maciate (10-12 cm), dispuse dezordonat pe o „pojghiță” de rocă, toate acoperite cu pulbere portocalie de limonit. | Complexul Muzeal Bucovina. Secția de Științele Naturii, Suceava | Cimec    |
|      | Cuarț                                      | Descoperit: Minas Gerais, Brazilia Dimensiuni: L: 780 mm; La: 600 mm; H: 740 mm      | Eșantion format din două cristale de mari dimensiuni, fețe și muchii bine delimitate, transparent și translucid, luciu sticlos; greutate eșantion: 260 kg. | Complexul Muzeal Bucovina. Secția de Științele Naturii, Suceava | Cimec    |
|      | Cuarț                                      | Descoperit: Minas Gerais, Brazilia Dimensiuni: L: 520 mm; La: 500 mm; H: 440 mm      | Cristale incolore de mari dimensiuni, transparența până la translucid în bază, fețe și muchii clare. | Complexul Muzeal Bucovina. Secția de Științele Naturii, Suceava | Cimec    |
|      | Cuarț-cristale                             | Descoperit: jud. Maramureș, Baia Sprie Dimensiuni: L: 150 mm; La: 90 mm; H: 110 mm   | Eșantionul este alcătuit din cristale reunite în „druza”, deosebit prin lungimea cristalelor - 10,5 cm - și dispunerea lor haotică. Rar întâlnită această formă. | Complexul Muzeal Bucovina. Secția de Științele Naturii, Suceava | Cimec    |
|      | Gips limonitizat                           | Descoperit: jud. Maramureș, Cavnic Dimensiuni: L: 170 mm; La: 150 mm; H: 100 mm      | În bază se observă straturi succesive de calcit și rodocrozit peste care sunt dispuse cristale transparente de culoare rozie-roșietică de gips maclat „vârf de lance”. | Complexul Muzeal Bucovina. Secția de Științele Naturii, Suceava | Cimec    |
|      | Pirită cu cristale de cuarț                | Descoperit: jud. Maramureș, Cavnic Dimensiuni: L: 110, LA: 80, H: 50                 | În baza eșantionului se observă pirită compactă din care cresc câteva cristale mari de pirită cu lățimea de 1 cm. Acestea sunt acoperite cu cristale frumoase de cuarț orientate diferit și de dimensiuni diferite.                                                                                            | Complexul Muzeal Bucovina. Secția de Științele Naturii, Suceava | Cimec    |
|      | Calcit roz                                 | Descoperit: jud. Maramureș, V. Roșie Dimensiuni: L: 330, LA: 240, H: 95              | Cristalele eșantionului sunt rombice, de culoare roz, cu fețele plane și lucii. | Complexul Muzeal Bucovina. Secția de Științele Naturii, Suceava | Cimec    |
|      | Gips roz                                   | Descoperit: jud. Maramureș, Cavnic Dimensiuni: L: 235, LA: 186 cm, H: 120            | Eșantionul prezintă cristale roz, alungite de gips (lungime până la 13-14 cm); în bază în formă de maclare "picior de cocoș", transparență ridicată, urme slabe de calcit. | Complexul Muzeal Bucovina. Secția de Științele Naturii, Suceava | Cimec    |
|      | Gips                                       | Descoperit: jud. Maramureș, Herja Dimensiuni: L: 580, LA: 110 cm, H: 120             | Eșantion monomineral de gips lamelar de culoare roz-portocaliu, cristale friabile de dimensiuni mari (50 cm); formă deosebită. | Complexul Muzeal Bucovina. Secția de Științele Naturii, Suceava | Cimec    |
|      | Aur                                        | Descoperit: jud. Maramureș, Herja Dimensiuni: L: 43 mm, LA: 21 mm, H: 17 mm          | Mici plăcuțe de aur nativ și formațiuni "mușuroi" în combinație cu blendă pe matrice de cuarț microcristalin. | Complexul Muzeal Bucovina. Secția de Științele Naturii, Suceava | Cimec    |